# ملازم (بحرية)
ملازم ( /ˈɛnsən/ .  في وقت متأخر من الإنجليزية الوسطى، من الفرنسية القديمة ENSEIGNE (12C) «علامة، رمز، إشارة، العلم، ومعيار، راية»، من اللاتينية شارة (الجمع)) هي رتبة المبتدئين الضباط المكلفيين من القوات المسلحة في بعض البلدان، وعادة في المشاة أو البحرية. كما الضابط المبتدئين في فوج المشاة كان تقليديا حامل راية العلم، حصل على رتبة الاسم. عموما تم استبدال هذه الرتبة في صفوف الجيش بملازم ثان.  وكانت رتب الملازمون عموما أدنى مرتبة لضابط، إلا إذا رتبة كانت رتبة ملازم ثاني موجودة.  على النقيض من ذلك، فإن رتبة الملازم في العربية لا تشير إلى حامل الراية أو راية اللواء لان من يحمل راية اللواء يكون من القادة وهي اليوم تعادل اللواء. 
رمز رتبة الناتو هو OF-1 (صغار). 

## الرتب العربية

رتبة الكتف المصرية
رتبة الكم المصرية
رتبة الكتف اليمنية
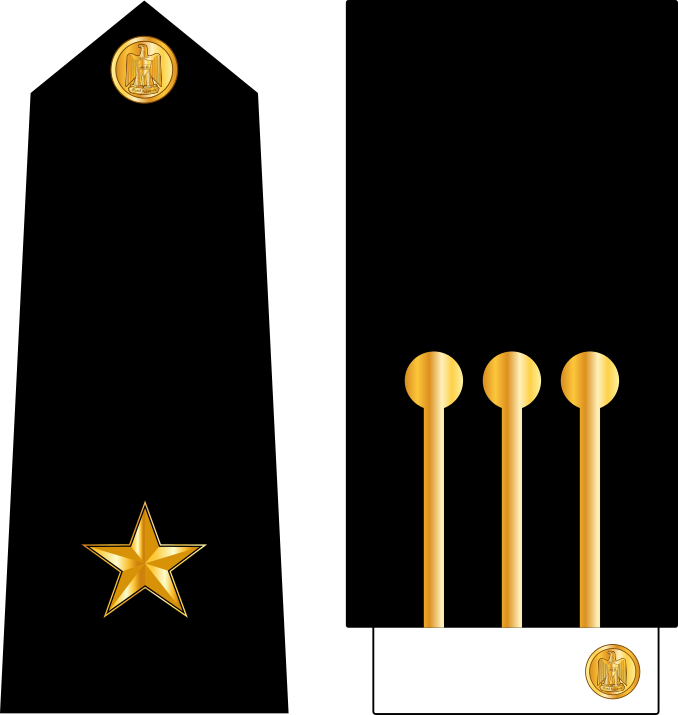
رتبتي الكتف والكم العراقية
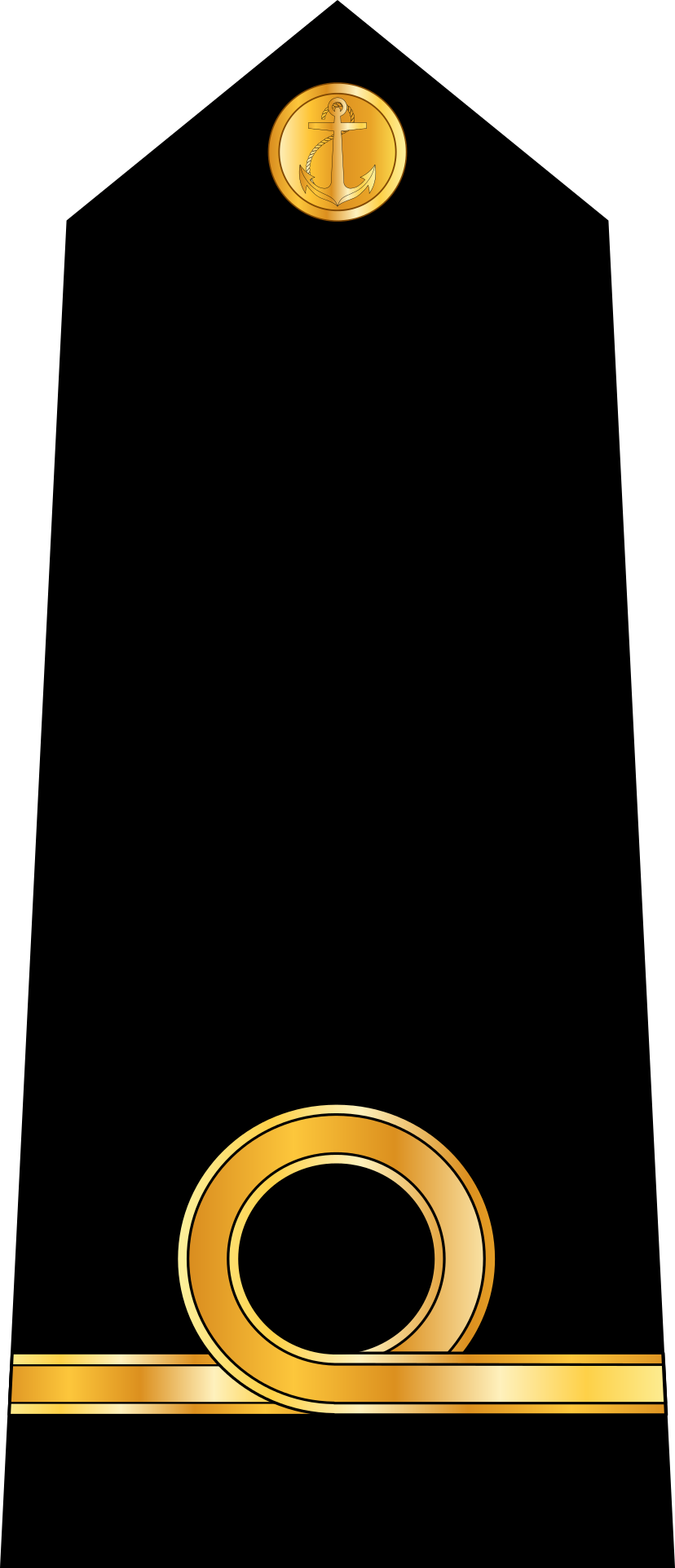
الرتبة التونسية
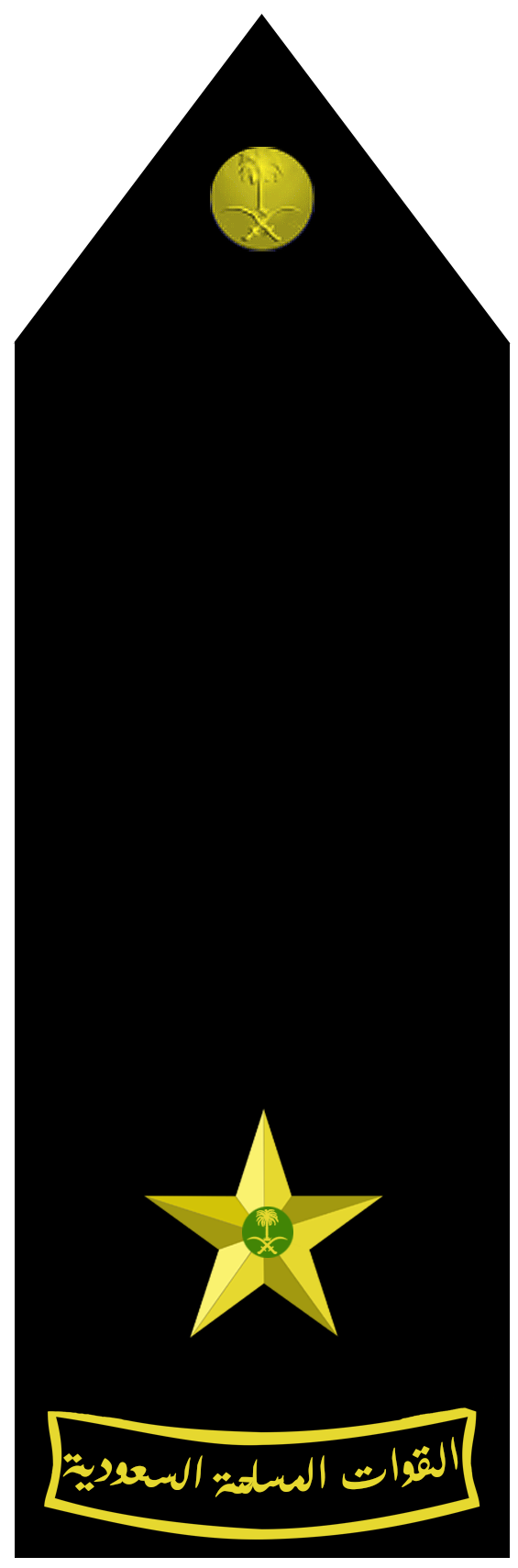
رتبة الكتف السعودية
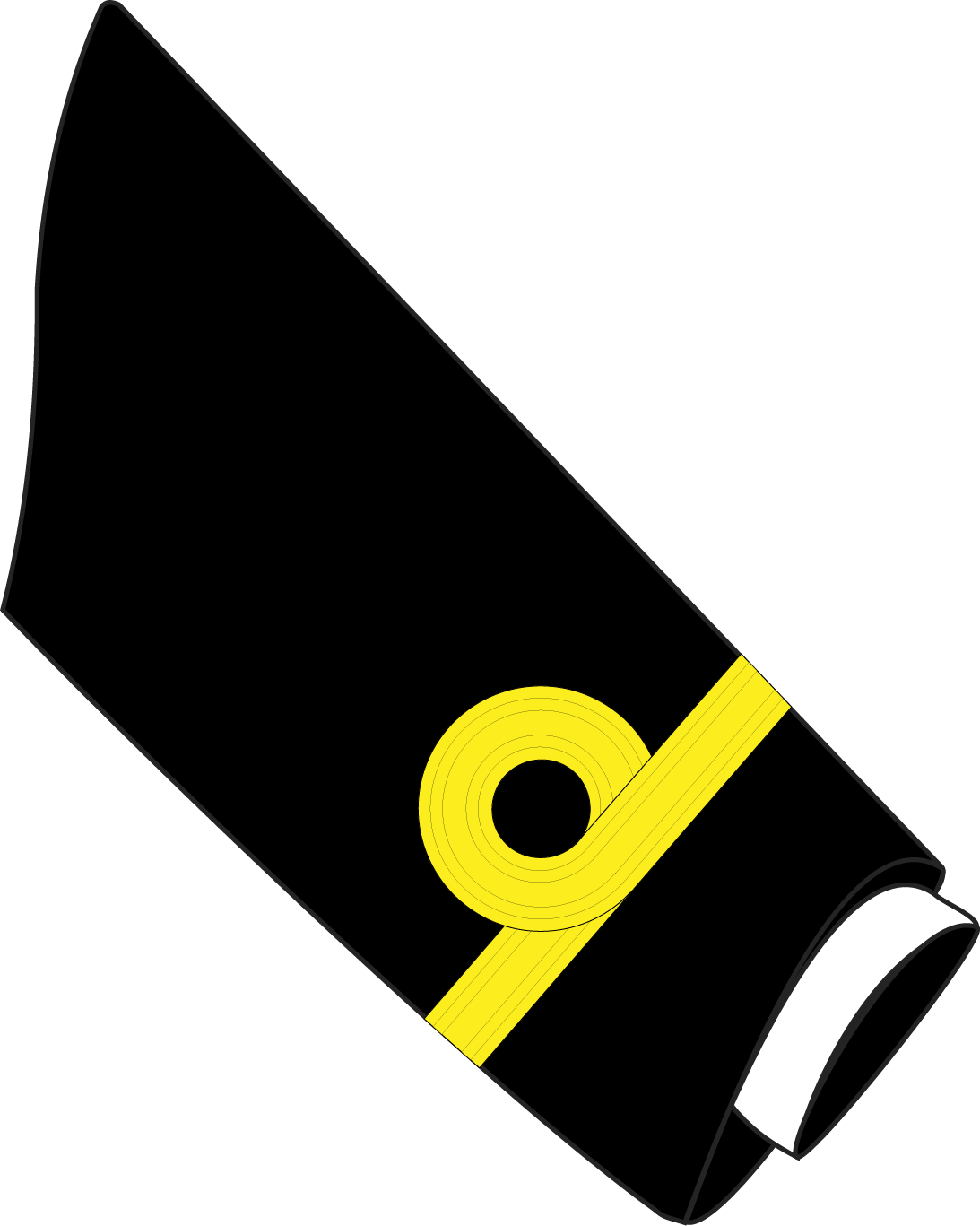
رتبة الكم السعودية

## سلوفاكيا
في القوات المسلحة للجمهورية السلوفاكية، ما يعادل رتبة «ملازم» هو podporučík. 

## السويد
في القوات المسلحة السويدية، Fänrik هو أدنى رتبة بين ضباط الصف. 

## روابط خارجية
- تعريف المستأجرين - الفصل الأول